# Korntal-Münchingen
Korntal-Münchingen es una ciudad en el distrito de Luisburgo en el estado federal de Baden-Württemberg en Alemania.

## Geografía
Korntal-Münchingen está situada en el Strohgäu entre 285 y 405 metros sobre el nivel del mar en el noroeste de Stuttgart y es directamente adyacente a esta ciudad. El límite entre Korntal y Weilimdorf que es el barrio adyacente de Stuttgart  se extiende entre los edificios de viviendas.

### Estructura de la ciudad
Korntal-Münchingen fue formado de la fusión de la ciudad de Korntal y el municipio de Münchingen, hoy la ciudad está estructurado en los tres barrios Korntal, Münchingen y Kallenberg. 

## Historia
La ciudad de Korntal-Münchingen estaba formada el 1 de enero de 1975, cuando mediante la reforma de las administraciones locales en el estado federal de Baden-Württemberg se unieron el municipio de Münchingen y la ciudad de Korntal.

### Korntal
La localidad de Korntal fue mencionada por primera vez en el año 1297 en los estatutos de la iglesia canónica de Sindelfingen. Hasta 1819 Korntal era un señorío y perteneció al municipio de Weil im Dorf (hoy Stuttgart-Weilimdorf) en la comarca de Leonberg. En este año el municipio fue fundado por la comunidad evangélica Brüdergemeinde Korntal como comunidad cívico y religioso. En relación con la construcción del Auditorio Grande el rey de Württemberg concedió un privilegio. La ciudad perdió este estatus con la constitución de Weimar en 1919. Por consecuencia el municipio se volvió público: otros que los miembros de la Brüdergemeinde podían llegar a vivir ahí. En 1868 el municipio fue conectada a la red del Ferrocarril de la Selva Negra. El 30 de junio de 1958 el municipio fue nombrada ciudad.

### Münchingen
Münchingen fue mencionado por primera vez en 1130 en la crónica de Zwiefalten y en el año de 1336 los hijos del conde Ulrich von Asperg lo cedieron al conde Ulrich von Württemberg. Vasallo de este feudo se quedaba la familia ministerial de los Señores de Münchingen a quien se puede comprobar desde el año 1157. En el año de 1278 se erigió el hospital, el molino Glemsmühle fue mencionado en 1381. En 1558 fue construido el castillo viejo, el castillo nuevo erigieron en 1735. El municipio era parte de la comarca Grüningen. 
En el año 1643 durante la guerra de los treinta años fue destruido gran parte del centro; el edificio del ayuntamiento que había sido construido solo en 1599 fue reconstruido en 1687. Una nueva escuela se erigió en 1645.
En el año 1733 Regina Catherina von Münchingen vendió el castillo a August Friedrich von Harling. En 1906 Münchingen fue conectado al red ferroviaria con la Strohgäubahn, un ferrocarril regional de vía única de Korntal a Weissach.